# Pierre-Lambert Ledrou

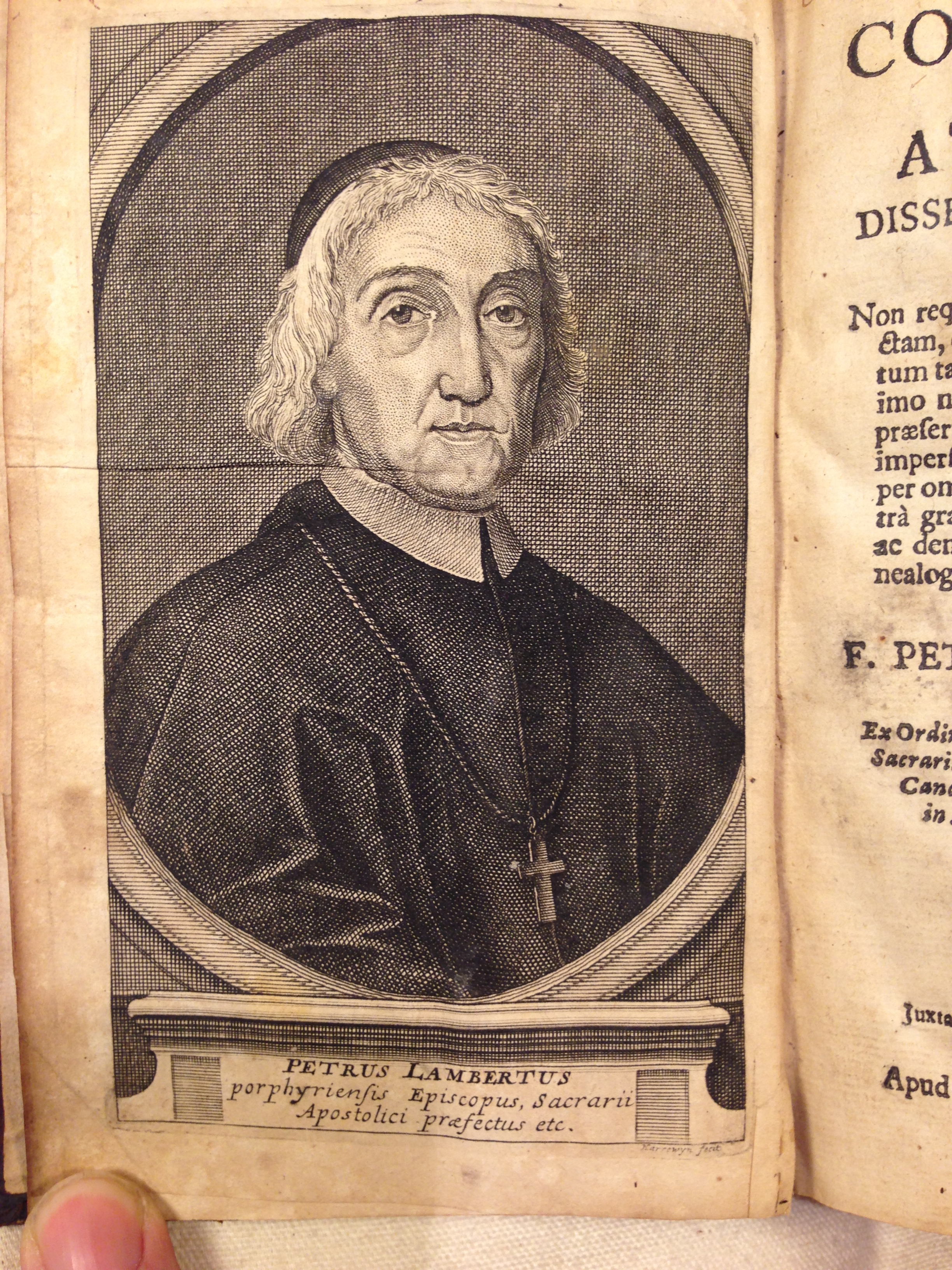
Gravure van Pierre-Lambert Ledrou uit 1707

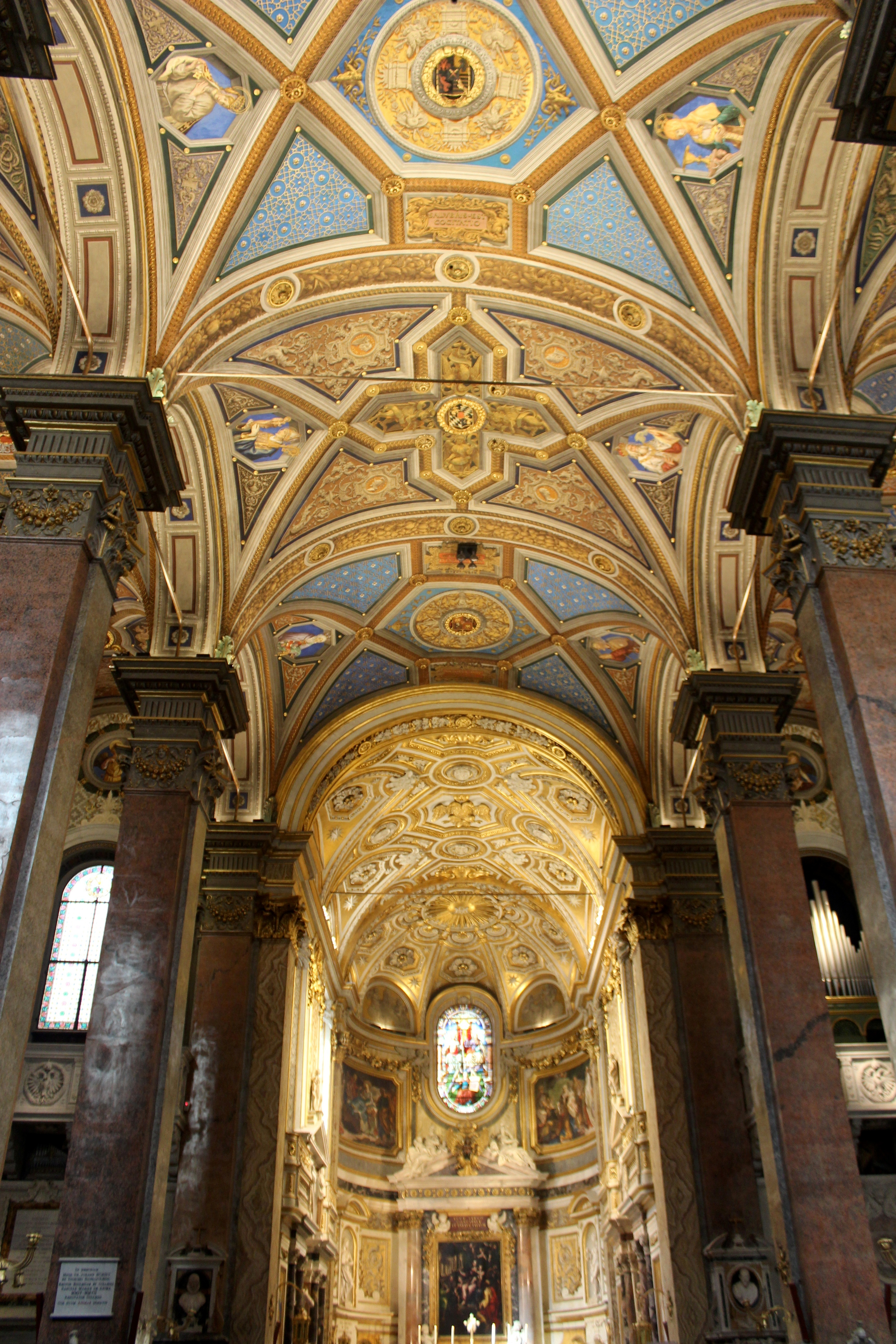
Santa Maria dell'Anima in Rome, waar Ledrou de Luikse delegatie leidde

Pierre-Lambert Ledrou (Hoei maart 1641 - Luik, 6 mei 1721) was een augustijner monnik en theoloog uit het prinsbisdom Luik. Het grootste deel van zijn carrière vond plaats in Rome, waar hij in de Romeinse Curie werkte.

## Levensloop
Ledrou groeide op in Hoei, in het prinsbisdom Luik. In 1655 trad hij binnen bij de augustijnen in Hoei, meer bepaald bij de tak van augustijner eremieten. Hij studeerde filosofie bij de Augustijnen in Gent en vervolgens theologie aan de universiteit van Leuven, in de Spaanse Nederlanden. Ledrou studeerde en gaf tegelijkertijd les aan de Leuvense augustijnen. Hij behaalde in Leuven de titel van doctor in de theologie (1673). Hij bleef verder verbonden als docent aan de universiteit; hij begeleidde theologiestudenten van de Abdij van Park, bij Leuven. Van 1680-1685 was hij provinciaal van de Augustijnen van de Spaanse Nederlanden en Luik.
Vanaf 1687 verbleef Ledrou quasi continu in Rome. Hij werd lector theologie aan de Sapienza en studieprefect van het College van de Voortplanting van het Geloof. Dit verblijf in Rome verhinderde niet dat Ledrou hoogleraar theologie werd in Leuven in de jaren 1689-1714. Ledrou gaf zeldzaam les in Leuven en omwille van ruzies over zijn afwezigheid werd Ledrou afgezet als hoogleraar in 1714, ondanks zijn protest. Paus Innocentius XII benoemde Ledrou tot titulair bisschop van Porphyreon; Ledrou werd in Rome tot bisschop gewijd (1692). Ledrou ontving de aanstelling tot bisschop-assistent bij de pauselijke troon in datzelfde jaar. In deze hoedanigheid werd hij de Luikse spreekbuis in de delegatie van het Rooms-Duitse Rijk in Rome. Ledrou zetelde in het bestuur van het College van Santa Maria dell'Anima, de delegatie van het Rijk in Rome. Hij assisteerde de Pauselijke Curie in theologische vraagstukken die koning Lodewijk XIV van Frankrijk aan de paus voorlegde.
Van 1696 tot 1714 was Ledrou kanunnik van Sint-Paulus in Luik; nadien gaf hij dit ambt door aan een achterneef. Vanaf 1715 was hij vicaris-generaal van het bisdom Luik. Het blijft tot op vandaag controversieel of Ledrou de ambitie had ooit bisschop van Luik te worden. De controverse draait om twee punten: 1° Ledrou was niet van adel. Dit was toentertijd een troef om prins-bisschop van Luik te worden. 2° Mogelijks wou de paus hem verwijderen uit Rome, want Ledrou was verwikkeld geraakt in intriges van de Curie.
Van 1704 tot 1719 was Ledrou proost van het seculier kapittel van Sint-Stefanus in Mainz. Hij verbleef meer en meer in Luik, waar hij overleed in 1721, meer dan 80 jaar oud. Op zijn verzoek werd hij discreet en zonder muziek begraven in een crypte van de Sint-Lambertuskathedraal in Luik, gevolgd door een sobere herdenkingsdienst bij de Augustijnen in Leuven.

## Publicatie
Er is van Ledrou één publicatie beschreven: De Contritione et Attritione dissertationes quattuor, een geschrift over de eucharistie.
- Biografisch Portaal: 56782971
- Gemeinsame Normdatei: 100187706
- International Standard Name Identifier: 0000 0000 1058 4127
- Nederlandse Thesaurus van Auteursnamen: 145706486
- Système universitaire de documentation: 198223137
- Virtual International Authority File: 72175887
- WorldCat: E39PBJx8Hv9KkJWc3FC7bV4wmd